# Sarcophaga villipes
Sarcophaga villipes är en tvåvingeart som beskrevs av Guilherme A.M.Lopes och Tadao Kano 1979. Sarcophaga villipes ingår i släktet Sarcophaga och familjen köttflugor.
Artens utbredningsområde är Filippinerna. Inga underarter finns listade i Catalogue of Life.